# Gilo von Paris
Gilo von Paris (* vor 1100 in Toucy; † nach dem 1. März 1139 in Rom) war ein mittellateinischer Dichter und Kardinalbischof von Tusculum von 1123 bis 1139.

## Leben
Gilo studierte in Paris, wurde 1119 Mönch in Cluny und kam auf Wunsch Papst Calixt II. 1120 nach Rom, wo er als päpstlicher Legat um das Jahr 1124 nach Polen zu Bolesław III. und später auch nach Ungarn gesandt wurde. Beim Schisma von 1130 trat Gilo für den Gegenpapst Anaklet II., ebenfalls aus Cluny, ein. Noch in Paris fügte der Dichter dem von Fulco begonnenen Epos über den Ersten Kreuzzug nach der ältesten Quelle und mit eigenen Nachrichten (z. B. Tod König Balduins I. von Jerusalem 1118) sechs Bücher in gereimten Versen an. In Rom schrieb er 1120 eine Vita des bedeutenden Abtes und Heiligen Hugo von Cluny († 1109) auf Bitte des Nachfolgers Pontius von Melgueil in panegyrischem Ton und stilvoller Reimprosa.